# Composición del cuerpo humano
La composición corporal se puede analizar en términos de tipo molecular, por ejemplo, agua, proteína, tejido conectivo, grasas (o lípidos), hidroxilapatita (en los huesos), carbohidratos (como glucógeno y glucosa) y ADN. En términos de tipo de tejido, el cuerpo puede ser analizado en agua, grasa, músculo, hueso, etc. En términos de tipo de célula, el cuerpo contiene cientos de diferentes tipos de células, pero notablemente, el mayor número de células contenidas en un cuerpo humano (aunque no la mayor masa de células) no son células humanas, sino bacterias que residen en el tracto gastrointestinal. 

## Elementos
Casi el 99% de la masa del cuerpo humano está formada por seis elementos: oxígeno, carbono, hidrógeno, nitrógeno, calcio y fósforo. Solo alrededor del 0,85% está compuesto por otros cinco elementos: potasio, azufre, sodio, cloro y magnesio. Los 11 son necesarios para la vida. Los elementos restantes son elementos traza, de los cuales más de una docena se piensa es necesaria para la vida. Toda la masa de los oligoelementos juntos (menos de 10 gramos para un cuerpo humano) no se suma a la masa corporal de magnesio, el menos común de los 11 elementos no traza.

### Otros elementos
No todos los elementos que se encuentran en el cuerpo humano en cantidades traza desempeñan un papel en la vida.  Se cree que algunos de estos elementos son simples contaminantes secundarios sin función (ejemplos: cesio, titanio), mientras que otros se consideran tóxicos activos, según la cantidad (cadmio, mercurio, radioactivos). Se debate la posible utilidad y toxicidad de algunos elementos en niveles que normalmente se encuentran en el cuerpo (aluminio). Se han propuesto funciones para trazas de cadmio y plomo, aunque estas son casi ciertamente tóxicas en cantidades mucho mayores que las que se encuentran normalmente en el cuerpo. Existe evidencia de que el arsénico, un elemento que normalmente se considera una toxina en cantidades más altas, es esencial en cantidades de ultratraza, en mamíferos como ratas, hámsteres y cabras.
Algunos elementos (silicio, boro, níquel, vanadio) probablemente también son necesarios para los mamíferos, pero en dosis mucho más pequeñas. El bromo es utilizado abundantemente por algunos organismos (aunque no todos) inferiores, y de manera oportunista en eosinófilos en humanos. Un estudio ha encontrado que el bromo es necesario para la síntesis de colágeno IV en humanos. El flúor es usado por varias plantas para fabricar toxinas, pero en los humanos solo funciona como un agente de endurecimiento local (tópico) en el esmalte dental, y no en un papel biológico esencial
| | Elemento | Símbolo | % en masa | % atómico |
| Oxígeno | O        | 65.0    | 24.0      |           |
| Carbono | C        | 18.5    | 12.0      |           |
| Hidrógeno | H        | 9.5     | 62.0      |           |
| Nitrógeno | N        | 3.2     | 1.1       |           |
| Calcio | Ca       | 1.5     | 0.22      |           |
| Fósforo | P        | 1.0     | 0.22      |           |
| Potasio | K        | 0.4     | 0.03      |           |
| Azufre | S        | 0.3     | 0.038     |           |
| Sodio | Na       | 0.2     | 0.037     |           |
| Cloro | Cl       | 0.2     | 0.024     |           |
| Magnesio | Mg       | 0.1     | 0.015     |           |
| Los oligoelementos incluyen boro (B), cromo (Cr), cobalto, (Co), cobre (Cu), flúor (F), yodo (I), hierro (Fe), manganeso (Mn), molibdeno (Mo), selenio (Se), silicio (Si), estaño (Sn), vanadio (V) y zinc (Zn). |          | < 1.0   | < 0.3     |           |

### Lista de composición elemental

Gráficos circulares de la composición típica del cuerpo humano por porcentaje de masa y por porcentaje de composición atómica (porcentaje atómico).

El promedio de 70 kg (150 lb) del cuerpo humano adulto contiene aproximadamente 7 x 1027 átomos y contiene al menos trazas detectables de 60 elementos químicos. Se cree que alrededor de 29 de estos elementos desempeñan un papel positivo y activo en la vida y la salud de los seres humanos.
Las cantidades relativas de cada elemento varían según el individuo, principalmente debido a las diferencias en la proporción de grasa, músculo y hueso en su cuerpo.  Las personas con más grasa tendrán una mayor proporción de carbono y una menor proporción de la mayoría de los otros elementos (la proporción de hidrógeno será aproximadamente la misma).  Los números en la tabla son promedios de diferentes números reportados por diferentes referencias. 
El cuerpo humano adulto tiene un promedio de ~53% de agua. Esto varía sustancialmente por edad, sexo y adiposidad. En una muestra grande de adultos de todas las edades y ambos sexos, se encontró que la cifra de fracción de agua en peso era de 48 ± 6% para las mujeres y de 58 ± 8% de agua para los hombres. El agua es ~11% de hidrógeno en masa, pero ~67% de hidrógeno en porcentaje atómico, y estos números, junto con los porcentajes complementarios de oxígeno en agua, son los que más contribuyen a las cifras globales de masa y composición atómica.  Debido al contenido de agua, el cuerpo humano contiene más oxígeno en masa que cualquier otro elemento, pero más hidrógeno por fracción atómica que cualquier otro elemento. 
Los elementos enumerados a continuación como "Esenciales en los seres humanos" son aquellos enumerados por la Administración de Medicamentos y Alimentos (EE. UU.) como nutrientes esenciales, así como seis elementos adicionales: oxígeno, carbono, hidrógeno y nitrógeno (los componentes fundamentales de vida en la Tierra), azufre (esencial para todas las células) y cobalto (un componente necesario de la vitamina B12). Los elementos enumerados como "Posiblemente" o "Probablemente" esenciales son aquellos citados por el Consejo Nacional de Investigación (Estados Unidos) como beneficiosos para la salud humana y posiblemente o posiblemente esenciales.
| Número atómico | Elemento  | Fracción en masa | Masa (mg)  | Porcentaje atómico | Esencial en humanos                                                                | Efectos negativos en exceso                               | Grupo |
| 8              | Oxígeno   | 0.65             | 43000000   | 24                 | Sí (p. ej. agua, aceptor de electrón)                                              | Especies de oxígeno reactivos                             | 16    |
| 6              | Carbono   | 0.18             | 16000000   | 12                 | Sí (compuestos orgánicos)                                                          |                                                           | 14    |
| 1              | Hidrógeno | 0.10             | 7000000    | 62                 | Sí (p. ej. agua)                                                                   |                                                           | 1     |
| 7              | Nitrógeno | 0.03             | 1800000    | 1.1                | Sí (p. ej. ADN y aminoácidos)                                                      |                                                           | 15    |
| 20             | Calcio    | 0.014            | 1000000    | 0.22               | Sí (p. ej. Calmodulina y la Hidroxiapatita en los huesos)                          |                                                           | 2     |
| 15             | Fósforo   | 0.011            | 780000     | 0.22               | Sí (p. ej. ADN y fosforilación)                                                    | Alótropo blanco altamente tóxico                          | 15    |
| 19             | Potasio   | 2.0 x 10-3       | 140000     | 0.033              | Sí (p. ej. Na+/K+-ATP)                                                             |                                                           | 1     |
| 16             | Azufre    | 2.5 x 10-3       | 140000     | 0.038              | Sí (p. ej. Cisteína, Metionina, Biotina, Tiamina)                                  |                                                           | 16    |
| 11             | Sodio     | 1.5 x 10-3       | 100000     | 0.037              | Sí (p. ej. Na+/K+-ATPase)                                                          |                                                           | 1     |
| 17             | Cloro     | 1.5 x 10-3       | 95000      | 0.024              | Sí (p. ej. Cl-Transportando ATPase)                                                |                                                           | 17    |
| 12             | Magnesio  | 500 x 10-6       | 19000      | 0.0070             | Sí (p. ej. unido al ATP y otros nucleótidos)                                       |                                                           | 2     |
| 26             | Hierro*   | 60 x 10-6        | 4200       | 0.00067            | Sí (p. ej. Hemoglobina, Citocromos)                                                |                                                           | 8     |
| 9              | Flúor     | 37 x 10-6        | 2600       | 0.0012             | Sí (AUS, NZ), no (EE. UU., UE), quizás (OMS)                                       | tóxico en cantidades altas                                | 17    |
| 30             | Zinc      | 32 x 10-6        | 2300       | 0.00031            | Sí (p. ej. Proteínas de dedo del zinc)                                             |                                                           | 12    |
| 14             | Silicio   | 20 x 10-6        | 1000       | 0.0058             | Posiblemente                                                                       |                                                           | 14    |
| 37             | Rubidio   | 4.6 x 10-6       | 680        | 0.000033           | No                                                                                 |                                                           | 1     |
| 38             | Estroncio | 4.6 x 10-6       | 320        | 0.000033           | ——                                                                                 |                                                           | 2     |
| 35             | Bromo     | 2.9 x 10-6       | 260        | 0.000030           | ——                                                                                 |                                                           | 17    |
| 82             | Plomo     | 1.7 x 10-6       | 120        | 0.0000045          | No                                                                                 | Tóxico                                                    | 14    |
| 29             | Cobre     | 1 x 10-6         | 72         | 0.0000104          | Sí (p. ej. cupoproteínas)                                                          |                                                           | 11    |
| 13             | Aluminio  | 870 x 10-9       | 60         | 0.000015           | No                                                                                 |                                                           | 13    |
| 48             | Cadmio    | 720 x 10-9       | 50         | 0.0000045          | No                                                                                 | Tóxico                                                    | 12    |
| 58             | Cerio     | 570 x 10-9       | 40         |                    | No                                                                                 |                                                           |       |
| 56             | Bario     | 310 x 10-9       | 22         | 0.0000012          | No                                                                                 | Tóxico en cantidades más altas                            | 2     |
| 50             | Estaño    | 240 x 10-9       | 20         | 6.0 x 10-7         | No                                                                                 |                                                           | 14    |
| 53             | Yodo      | 160 x 10-9       | 20         | 7.5 x 10-7         | Sí (p. ej. tiroxina, triyodotironina)                                              |                                                           | 17    |
| 22             | Titanio   | 130 x 10-9       | 20         |                    | No                                                                                 |                                                           | 4     |
| 5              | Boro      | 690 x 10-9       | 18         | 0.0000030          | Probablemente                                                                      |                                                           | 13    |
| 34             | Selenio   | 190 x 10-9       | 15         | 4.5 x 10-8         | Sí                                                                                 | Tóxico en cantidades más altas                            | 16    |
| 28             | Níquel    | 140 x 10-9       | 15         | 0.0000015          | Probablemente                                                                      | Tóxico en cantidades más altas                            | 10    |
| 24             | Cromo     | 24 x 10-9        | 14         | 8.9 x 10-8         | Sí                                                                                 |                                                           | 6     |
| 25             | Manganeso | 170 x 10-9       | 12         | 0.0000015          | Sí (p. ej. Mn-DOE)                                                                 |                                                           | 7     |
| 33             | Arsénico  | 260 x 10-9       | 7          | 8.9 x 10-8         | Posiblemente                                                                       | Tóxico en cantidades más altas                            | 15    |
| 3              | Litio     | 31 x 10-9        | 7          | 0.0000015          | Sí (intercorrelacionado con las funciones de varias enzimas, hormonas y vitaminas) | Tóxico en cantidades más altas                            | 1     |
| 80             | Mercurio  | 190 x 10-9       | 6          | 8.9 x 10-8         | No                                                                                 | tóxico                                                    | 12    |
| 55             | Cesio     | 21 x 10-9        | 6          | 1.0 x 10-7         | No                                                                                 |                                                           | 1     |
| 42             | Molibdeno | 130 x 10-9       | 5          | 4.5 x 10-8         | Sí (p. ej. molibdeno oxotransferasas, xantina oxidasa y sulfito oxidasa)           |                                                           | 6     |
| 32             | Germanio  |                  | 5          |                    | No                                                                                 |                                                           | 14    |
| 27             | Cobalto   | 21 x 10-9        | 3          | 3.0 x 10-7         | Sí (cobalamin, B12)                                                                |                                                           | 9     |
| 51             | Antimonio | 110 x 10-9       | 2          |                    | No                                                                                 | tóxico                                                    | 15    |
| 47             | Plata     | 10 x 10-9        | 2          |                    | No                                                                                 |                                                           | 11    |
| 41             | Niobio    | 1600 x 10-9      | 1.5        |                    | No                                                                                 |                                                           | 5     |
| 40             | Circonio  | 6 x 10-6         | 1          | 3.0 x 10-7         | No                                                                                 |                                                           | 4     |
| 57             | Lantano   | 1370 x 10-9      | 0.8        |                    | No                                                                                 |                                                           |       |
| 52             | Telurio   | 120 x 10-9       | 0.7        |                    | No                                                                                 |                                                           | 16    |
| 31             | Galio     |                  | 0.7        |                    | No                                                                                 |                                                           | 13    |
| 39             | Itrio     |                  | 0.6        |                    | No                                                                                 |                                                           | 3     |
| 83             | Bismuto   |                  | 0.5        |                    | No                                                                                 |                                                           | 15    |
| 81             | Talio     |                  | 0.5        |                    | No                                                                                 | altamente tóxico                                          | 13    |
| 49             | Indio     |                  | 0.4        |                    | No                                                                                 |                                                           | 13    |
| 79             | Oro       | 3 x 10-9         | 0.2        | 3 x 10-7           | No                                                                                 | Nanopartículas sin recubrimiento posiblemente genotóxicas | 11    |
| 21             | Escandio  |                  | 0.2        |                    | No                                                                                 |                                                           | 3     |
| 73             | Tántalo   |                  | 0.2        |                    | No                                                                                 |                                                           | 5     |
| 23             | Vanadio   | 260 x 10-9       | 0.11       | 1.2 x 10-8         | Posiblemente (factor de crecimiento óseo)                                          |                                                           | 5     |
| 90             | Torio     |                  | 0.1        |                    | No                                                                                 | tóxico, radioactivo                                       |       |
| 92             | Uranio    |                  | 0.1        | 3.0 x 10-9         | No                                                                                 | tóxico, radioactivo                                       |       |
| 62             | Samario   |                  | 0.05       |                    | No                                                                                 |                                                           |       |
| 74             | Tungsteno |                  | 0.02       |                    | No                                                                                 |                                                           | 6     |
| 4              | Berilio   |                  | 0.036      | 4.5 x 10-8         | No                                                                                 | tóxico en cantidades más altas                            | 2     |
| 88             | Radio     |                  | 0.00000003 | 1 x 10-17          | No                                                                                 | tóxico, radioactivo                                       | 2     |

* Hierro = ~ 3 g en hombres, ~ 2.3 g en mujeres 
De los 94 elementos químicos naturales, 60 se enumeran en la tabla anterior. De los 34 restantes, no se sabe cuántos ocurren en el cuerpo humano. 
La mayoría de los elementos necesarios para la vida son relativamente comunes en la corteza terrestre. El aluminio, el tercer elemento más común en la corteza terrestre (después del oxígeno y el silicio), no tiene ninguna función en las células vivas, pero es dañino en grandes cantidades. Las transferinas pueden unirse al aluminio.

### Tabla periódica
| H  |    |    |    |    |    |    |    |    |    |    |    |    |    |    |    |    |    | He |
| Li | Be |    |    |    |    |    |    |    |    |    |    |    | B  | C  | N  | O  | F  | Ne |
| Na | Mg |    |    |    |    |    |    |    |    |    |    |    | Al | Si | P  | S  | Cl | Ar |
| K  | Ca | Sc |    | Ti | V  | Cr | Mn | Fe | Co | Ni | Cu | Zn | Ga | Ge | As | Se | Br | Kr |
| Rb | Sr | Y  |    | Zr | Nb | Mo | Tc | Ru | Rh | Pd | Ag | Cd | In | Sn | Sb | Te | I  | Xe |
| Cs | Ba | La | *  | Hf | Ta | W  | Re | Os | Ir | Pt | Au | Hg | Tl | Pb | Bi | Po | At | Rn |
| Fr | Ra | Ac | ** | Rf | Db | Sg | Bh | Hs | Mt | Ds | Rg | Cn | Nh | Fl | Mc | Lv | Ts | Og |
|    |    |    |    |    |    |    |    |    |    |    |    |    |    |    |    |    |    |    |
|    |    |    | *  | Ce | Pr | Nd | Pm | Sm | Eu | Gd | Tb | Dy | Ho | Er | Tm | Yb | Lu |    |
|    |    |    | ** | Th | Pa | U  | Np | Pu | Am | Cm | Bk | Cf | Es | Fm | Md | No | Lr |    |

| Los cuatro elementos orgánicos básicos |
| Elementos secundarios |
| Oligoelementos |
| Considerado elemento traza esencial por los Estados Unidos, no por la Unión Europea |
| Función sugerida por efectos de privación o manejo metabólico activo, pero no función bioquímica claramente identificada en humanos |
| Evidencia circunstancial limitada de beneficios traza o acción biológica en mamíferos |
| No hay evidencia de acción biológica en mamíferos, pero es esencial en algunos organismos inferiores. (En el caso del lantano, la definición de un nutriente esencial como indispensable e insustituible no es completamente aplicable debido a la extrema similitud del lantánido. Así, Ce, Pr y Nd pueden ser sustituidos por La sin efectos nocivos para los organismos que utilizan La, y Sm, Eu y Gd más pequeños también pueden ser sustituidos de manera similar pero causan un crecimiento más lento) |

## Moléculas
La composición del cuerpo humano se expresa en términos de productos químicos: 
- Agua
- Proteínas - incluyendo las de cabello, tejido conectivo, etc.
- Grasas (o lípidos)
- Hidroxilapatita en los huesos
- Carbohidratos como el glucógeno y la glucosa.
- ADN
- Iones inorgánicos disueltos tales como sodio, potasio, cloruro, bicarbonato, fosfato
- Gases tales como oxígeno, dióxido de carbono, óxido de nitrógeno, hidrógeno, monóxido de carbono, acetaldehído, formaldehído, metanotiol. Estos pueden estar disueltos o presentes en los gases en los pulmones o intestinos. El etano y el pentano son producidos por los radicales libres de oxígeno.[34]
- Muchas otras moléculas pequeñas, como aminoácidos, ácidos grasos, nucleobases, nucleósidos, nucleótidos, vitaminas, cofactores.
- Radicales libres tales como superóxido, hidroxilo e hidroperoxilo.

La composición del cuerpo humano se puede ver en una escala atómica y molecular como se muestra en este artículo. 
El contenido molecular bruto estimado de una célula humana típica de 20 micrómetros es el siguiente:
| Molécula          | Porcentaje en masa | Peso molecular (daltons) | Moléculas   | Porcentaje molecular |
| ----------------- | ------------------ | ------------------------ | ----------- | -------------------- |
| Agua              | 65                 | 18                       | 1.74 x 1014 | 98.73                |
| Otros inorgánicos | 1.5                | N/A                      | 1.31 x 1012 | 0.74                 |
| Lípidos           | 12                 | N/A                      | 8.4 x 1011  | 0.475                |
| Otros orgánicos   | 0.4                | N/A                      | 7.7 x 1010  | 0.044                |
| Proteína          | 20                 | N/A                      | 1.9 x 1010  | 0.011                |
| ARN               | 1.0                | N/A                      | 5 x 107     | 3 x 10-5             |
| ADN               | 0.1                | 1 x 1011                 | 46 *        | 3 x 10-11            |

## Tejidos
La composición corporal también puede expresarse en términos de diversos tipos de material, tales como: 
- Músculo
- Grasa
- Hueso y dientes
- Tejido nervioso (cerebro y nervios)
- Hormonas
- Tejido conectivo
- Fluidos corporales (sangre, linfa, orina)
- Contenido del tracto digestivo, incluido el gas intestinal.
- Aire
- Epitelio

### Composición por tipo de célula
Hay muchas especies de bacterias y otros microorganismos que viven en o dentro del cuerpo humano sano. De hecho, el 90% de las células en (o en) un cuerpo humano son microbios, en número (mucho menos por masa o volumen). Algunos de estos simbiontes son necesarios para nuestra salud. Aquellos que ni ayudan ni dañan a los humanos se llaman organismos comensales.